# 광혈량도

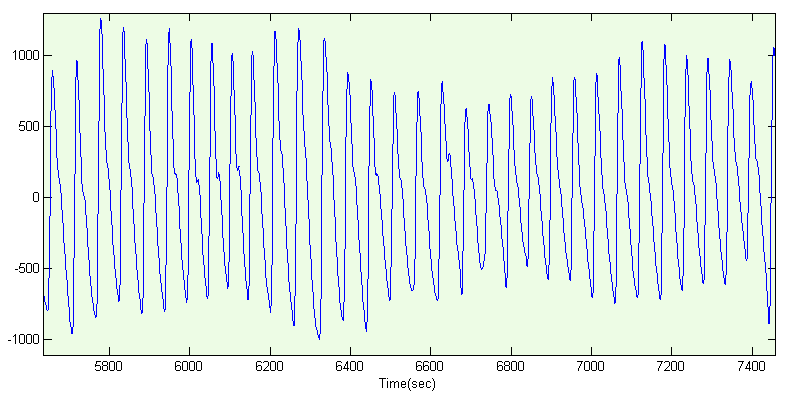

광혈량도(光血量圖, photoplethysmogram)는 광혈량측정(光血量測定, photoplethysmograph)법을 이용해서 혈류의 부피를 측정한 그래프이다.

## 활용

### 산소포화도측정
혈액의 산소포화도를 측정할때 맥박산소측정법을 이용한다. 일산화 탄소 중독 환자는 더 복잡한 CO-산소측정기(CO-oximeter)를 이용해야 하는 경우가 있다.

### 성과학
성과학에서는 직접 부피를 측정하기 어려운 여성기의 성적 각성을 나타내는 지표로 쓰기 위해, 혈량을 질광혈량측정, 음핵광혈량측정을 이용해서 측정한다.

## 사례
- 맥박산소측정
- 질광혈량측정
- 음핵광혈량측정

## 같이 보기
- 체적변동기록기